# Daichi Shibata
Daichi Shibata (柴田 大地 Shibata Daichi?), född 13 augusti 1990 i Mie prefektur, är en japansk fotbollsspelare.
Shibata började sin karriär 2013 i Fujieda MYFC. Efter Fujieda MYFC spelade han för Kataller Toyama och FC Suzuka Rampole. Han avslutade karriären 2015.